# Miguel Palanca
Miguel Palanca Fernández (ur. 18 grudnia 1987 w Tarragonie) – hiszpański piłkarz występujący na pozycji pomocnika. Wychowanek Espanyolu, w swojej karierze grał także w takich zespołach jak Real Madryt, Castellón, Elche CF, CD Numancia, Adelaide United, Gimnàstic Tarragona, Korona Kielce oraz Anorthosis Famagusta.

## Kariera
Grał w juniorach Espanyolu. W latach 2006–2008 był piłkarzem drużyny „B” tego klubu, ponadto rozegrał jeden mecz w pierwszym zespole, 29 kwietnia 2007 roku przeciwko Sevilli (1:3). W 2008 roku przeszedł do Realu Madryt, gdzie zagrał w trzech meczach pierwszej drużyny oraz w 31 meczach rezerw. W sezonie 2009/2010 był wypożyczony do CD Castellón. W latach 2010–2013 występował w Elche CF, gdzie rozegrał 71 ligowych spotkań. Następnie, do stycznia 2015 roku, grał w CD Numancia. W rundzie wiosennej sezonu 2014/2015 reprezentował barwy australijskiego Adelaide United. Później wrócił do Hiszpanii i spędził sezon w Gimnàstiku Tarragona. W lipcu 2016 roku został piłkarzem Korony Kielce.. Po niespełna roku, rozwiązał kontrakt za porozumieniem stron, a następnie przeszedł do cypryjskiego Anorthosis Famagusta.
Jego ojcem jest były piłkarz m.in. Espanyolu i CE Sabadell FC, Santiago Palanca.

## Statystyki ligowe
| Sezon   | Klub                 | Liga                | Mecze | Gole |
| ------- | -------------------- | ------------------- | ----- | ---- |
| 2006/07 | RCD Espanyol         | Primera División    | 1     | 0    |
| 2006/07 | Espanyol B           | Segunda División B  | 25    | 6    |
| 2007/08 | Espanyol B           | Segunda División B  | 24    | 7    |
| 2008/09 | Real Madryt B        | Segunda División B  | 31    | 5    |
| 2008/09 | Real Madryt          | Primera División    | 3     | 0    |
| 2009/10 | Castellón            | Segunda División    | 36    | 3    |
| 2010/11 | Elche CF             | Segunda División    | 30    | 4    |
| 2011/12 | Elche CF             | Segunda División    | 25    | 1    |
| 2012/13 | Elche CF             | Segunda División    | 16    | 0    |
| 2013/14 | CD Numancia          | Segunda División    | 33    | 3    |
| 2014/15 | CD Numancia          | Segunda División    | 17    | 2    |
| 2014/15 | Adelaide United      | A-League            | 14    | 1    |
| 2015/16 | Gimnàstic Tarragona  | Segunda División    | 19    | 1    |
| 2016/17 | Korona Kielce        | Ekstraklasa         | 33    | 6    |
| 2017/18 | Anorthosis Famagusta | Superleague Ellada  | 23    | 3    |
| 2018/19 | FC Goa               | Indian Super League | 7     | 3    |
| 2018/19 | Gimnàstic Tarragona  | Segunda División    | 7     | 0    |